# Sardarapat
Sardarapat (en arménien Սարդարապատ ; anciennement Hoktember) est une communauté rurale du marz d'Armavir, en Arménie. Elle compte 6 275 habitants en 2009.